# Заводы (Харьковская область)
Заво́ды (укр. Заводи) — село в Изюмском районе Харьковской области. До 2021 года являлось административным центром Заводского сельского совета, в который также входили сёла Андре́евка, Петропо́лье, Придоне́цкое и Спевако́вка.

## Население
Население по переписи 2001 года составляло 516 человек (233 мужчины и 283 женщины).

## Географическое положение
Село Заводы находится в 20 км от Изюма и в 23 км от железнодорожной станции Изюм на правом берегу реки Северский Донец. Выше по течению на расстоянии в 10 км расположено село Петровское (Балаклейский район), ниже по течению на расстоянии в 4,5 км — село Семёновка, а на противоположном берегу — село Спеваковка.
В 3 км проходит автомобильная дорога Т-2109.

## Происхождение названия
В окрестностях села с 1720 года действовали солеваренные заводы (варницы), это и дало название селу.

## История
На территории села расположено древнее поселение бронзового века; вокруг села имеются курганы эпохи бронзы.
Первое упоминание хутора Заводского на правом берегу Донца относится к 1804 году. Его населили жители левобережной слободы Заводы, которая, согласно церковному историку Филарету Гумилевскому, была основана в 1723 году.
Весной 1919 года крестьяне объединились в сельскохозяйственную коммуну. После прихода Добровольческой армии ВСЮР в июне 1919 года создатели коммуны были убиты.
В годы Великой Отечественной войны 172 жителя села воевали на фронтах в рядах РККА, из них погибли 116 воинов; 56 были награждены орденами и медалями СССР. Уроженец села И. Г. Чмиль стал Полным кавалером ордена Славы.
В 1964 году был открыт каменный карьер по производству щебня для строительства дорог. В 1966 году население составляло 380 человек; здесь работали начальная школа, клуб, библиотека, колхоз «Заря коммунизма» с 5482 га земли.
В 1967—1976 годах в состав села вошёл расположенный западнее хутор Средний, в котором было 113 дворов. В 1976 году в Заводах насчитывалось 248 дворов и 549 человек населения. В селе работали начальная школа, клуб, библиотека с книжным фондом 12 300 томов, отделение связи, семь магазинов; в совхозе «Прогресс», специализировавшемся на выращивании сахарной свеклы и подсолнечника, было 7795 га земли, в том числе 4388 пахотной. Центральная усадьба совхоза находилась в Заводах. К 1976 году 465 совхозников из «Прогресса» (не только жители Заводов) за мирный труд были награждены орденами и медалями СССР.
В 1993 году в селе действовали библиотека, детские ясли, карьер «Горняк», клуб, гастроном, медпункт, отделение связи, Заводской сельсовет народных депутатов, колхоз «Прогресс».

## Экономика
- Молочно-товарная и овце-товарная фермы
- ООО «Агрофирма Юг-М»

## Объекты социальной сферы
- Клуб

## Достопримечательности
- Братская могила советских воинов. Похоронены 955 воинов.